# Konstal 805NaND
Konstal 805NaND (potocznie bulwa lub żelazko) – tramwaje modernizowane od 2004 do 2012 r. w MPK Łódź.

## Remonty i modernizacje dla Łodzi
Pierwsza modernizacja nastąpiła w 2004 r. W jej ramach wykonano remont ściany przedniej i tylnej (z wykorzystaniem gniazda doczepkowego na ścianie przedniej pierwszego wagonu), oraz panelu motorniczego koloru białego. Tę wersję zaprezentowano na VIII Wystawie Komunikacji Miejskiej w Łodzi w 2004 r. Następna modernizacja nastąpiła w 2005 r. Część tylna pierwszego wagonu i część przednia drugiego pozostały identyczne jak w niezmodernizowanych wagonach 805Na. Drugi wagon miał panel motorniczego. W tym samym roku z drugiego wagonu zaczęto usuwać kabinę motorniczego z obudową silnikową. Ułatwiło to wsiadanie i wysiadanie z drugiego wagonu. Takie wagony nazwano 805NaD/2. Po modernizacji te wagony zyskały elektroniczne tablice informacji pasażerskiej oraz nowsze modele kasowników i sterowników marki R&G. Wymieniono obudowę przedziału motorniczego oraz maszyny drzwiowe. Zamontowano nowe siedzenia. Poszczególne lata wykonywania tej modernizacji również przyniosły drobne różnice w wyglądzie ogólnym wagonów. W ten sposób, w 2008 r. wprowadzono żółtą kolorystykę poręczy (w wagonach wyremontowanych wcześniej są białe), a w 2009 r. wprowadzono nowe pulpity motorniczego, znane z modernizacji typu 805N Elin i 805N-Enika. W najnowszych wagonach (przy ostatnich drzwiach) zamontowano nawet dodatkowe uchwyty na oparcie koła roweru. Na początku montowano krzesła tapicerowane; dopiero w ostatnich składach zadecydowano o założeniu plastikowych. Ostatni remont kapitalny tego typu Zakład Techniki MPK-Łódź wykonał na składzie 2714+2715, który został dopuszczony do ruchu w połowie 2012 r. Dalszych prac nad tym modelem zaprzestano za sprawą pomysłu skonstruowania jeszcze bardziej komfortowego i nowoczesnego tramwaju na bazie 805N. Przyjęto, że trzy pary odskokowych drzwi lepiej się sprawdzą w codziennych warunkach. Tak powstała kolejna modernizacja, tym razem sprowadzona do normy Enika (firma, która zapewniła aparaturę). Składy 1013+1014 i 1712+1738 (zmodernizowane w 2011 r.) okazały się zapowiedzią wielkiej modernizacji do modelu nazwanego 805N-ML (z aparaturą firmy ZAE Woltan).
W 2006 r. dokonano rekordowej liczby modernizacji wagonów. Modernizacja z 2004 r. i niektóre modernizacje z 2005 r. posiadają pulpit motorniczego we wszystkich wagonach.
| Rok  | Wagony    | Wagony    | Wagony    | Wagony    | Wagony    | Wagony    | Wagony    | Wagony    | Wagony    | Wagony    | Wagony    | Wagony    | Wagony    | Wagony    |
| ---- | --------- | --------- | --------- | --------- | --------- | --------- | --------- | --------- | --------- | --------- | --------- | --------- | --------- | --------- |
| 2004 | 2517+2518 |           |           |           |           |           |           |           |           |           |           |           |           |           |
| 2005 | 1246+1247 | 1455+1456 | 1565+1567 | 1623+1630 | 1812+1813 | 2234+2235 | 2240+2241 | 2507+2508 | 2530+2532 | 3220+3221 | 3928+3929 |           |           |           |
| 2006 | 1005+1006 | 1254+1255 | 1571+1622 | 1818+1819 | 1836+1837 | 2272+2393 | 2406+2412 | 2509+2511 | 2520+2523 | 3536+3537 | 3641+3642 | 3902+3903 | 3904+3905 | 3906+3907 |
| 2007 | 1003+1004 | 1539+1543 | 1704+1706 | 1800+1801 | 1806+1807 | 1808+1809 | 1834+1835 | 2268+2269 | 2616+2617 | 2628+2629 | 3920+3921 | 3924+3925 | 3926+3927 |           |
| 2008 | 1001+1002 | 1248+1249 | 1559+1562 | 1716+1717 | 2270+2271 | 2724+2725 | 3019+3020 | 3637+3638 | 3910+3911 | 3918+3919 |           |           |           |           |
| 2009 | 1007+1008 | 1251+1257 | 1576+1568 | 1608+1609 | 2275+2276 | 2700+2701 | 3017+3018 | 3025+3026 |           |           |           |           |           |           |
| 2010 | 1612+1613 | 1702+1703 | 1730+1731 | 1734+1735 | 1814+1815 | 3015+3016 | 3021+3022 | 3023+3024 | 3027+3028 | 3029+3030 |           |           |           |           |
| 2011 | 3250+3321 |           |           |           |           |           |           |           |           |           |           |           |           |           |
| 2012 | 2740+2741 | 2011+2012 | 2714+2715 |           |           |           |           |           |           |           |           |           |           |           |

## W innych miastach (GOP, Gdańsk i Toruń)

### GOP
W 2007 r. "Tramwaje Śląskie" ogłosiły przetarg na gruntowną przebudowę starych wagonów 105Na. Przetarg wygrał zakład MPK Łódź. Zmodernizowano 5 składów i wyposażono je w:
- nowy rozruch impulsowy,
- nowy ręczny zadajnik jazdy,
- wyświetlacze elektroniczne diodowe zewnętrzne oraz wewnętrzne,
- klimatyzowaną kabinę motorniczego,
- pantograf połówkowy typu OTK-2.

Kolejny przetarg ogłoszono w 2008 roku, tym razem na modernizacje 20 wagonów (podobny standard jak w poprzednim zamówieniu). Przetarg wygrał i zadania podjął się Zakład MPK w Łodzi. Tramwaje Śląskie posiadają 25 sztuk o nr tab. 665, 669, 670, 693, 694, 700, 722, 732, 733, 737, 742, 759, 761, 762, 765, 766, 774, 775, 777–779, 782–784 i 786.

### Gdańsk
W 2004 r. Zakład Remontu Taboru MPK Łódź wygrał przetarg ogłoszony przez ZKM Gdańsk na wyremontowanie starych gdańskich wagonów typu 105Na. Składy przeszły modernizację, która polegała między innymi na:
- wymianie ścian czołowej i tylnej skrajnych wagonów.
- wymianie oświetlenia, laminatów i siedzisk
- montażu wizyjnego systemu informacji pasażerskiej
- wymianie aparatury drzwiowej

Nr tab.: 1202-03, 1234-33, 1238-32, 1259-60, 1290-91-92, 1297-98, 1301-02-10, 1315-16 (skasowano), 1339-40 i 1353-54.

### Toruń

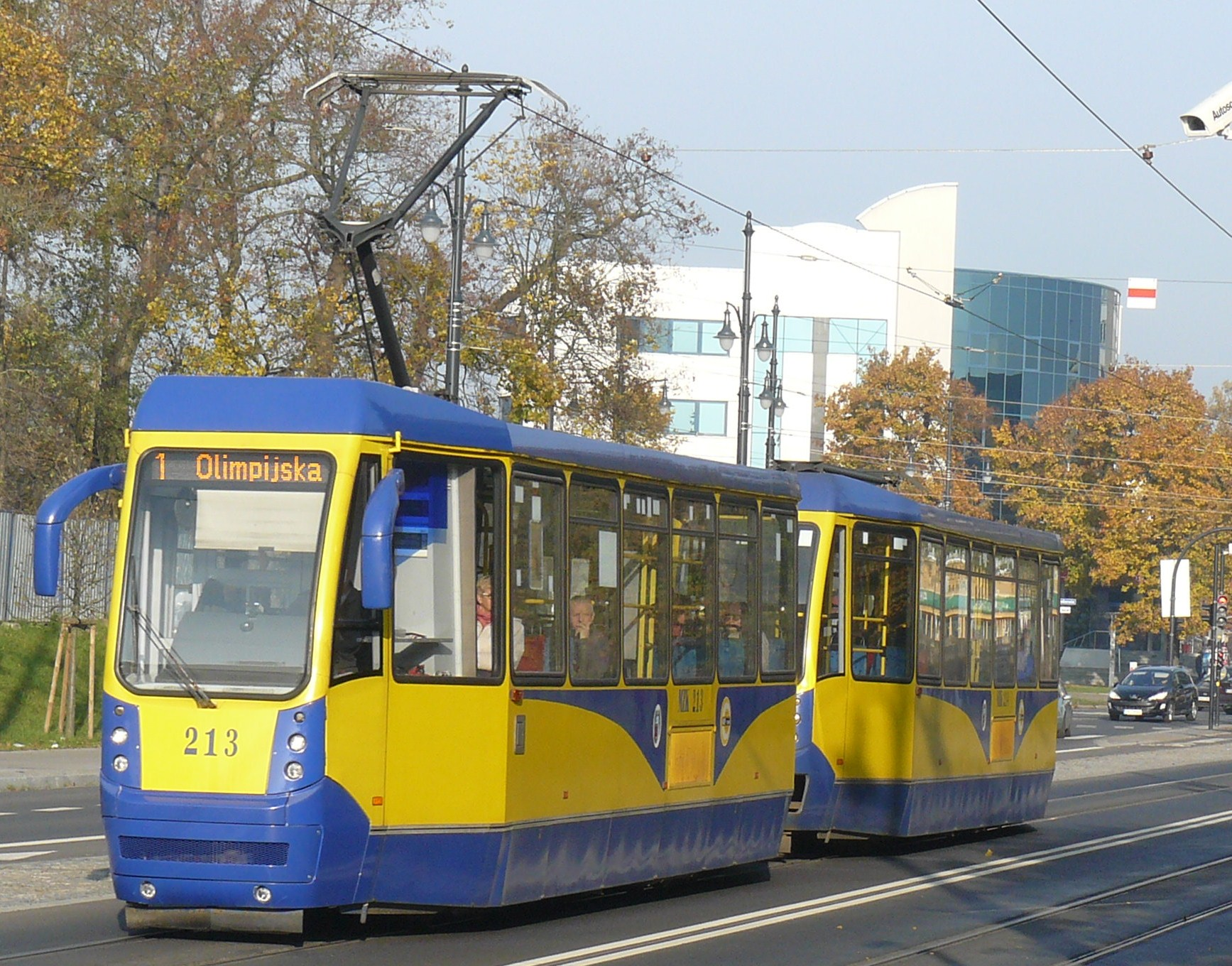
Toruński Konstal 805Na

W 2006 r. dyrekcja MZK w Toruniu podjęła decyzje o gruntownej przebudowie 18 wagonów typu 805Na. Po wstępnym szkoleniu pracowników w Łódzkim MPK, podjęto decyzje o zakupie laminatów z MPK Łódź. W grudniu 2006 roku przystąpiono do pierwszych prac modernizacyjnych. Pierwszy wyremontowany skład o numerach bocznych: 230+231 wszedł do służby liniowej w sierpniu 2007 roku. W grudniu tego samego roku zaczęto modernizować drugi skład o numerach bocznych: 232+233, a w sierpniu 2008 roku wyjechał liniowo na ulice miasta. Okres modernizacji to lata 2007-2014. Modernizacja wagonów objęła design:  
- wnętrza,
- elektryczności,
- pantografu,
- kabiny motorniczego,
- koloru,
- kształtu,
- elektronicznej informacji pasażerskiej.

Nie wszystkie wagony posiadają kabinę motorniczego - w wagonach doczepnych zostały zlikwidowane.
MZK w Toruniu posiada wagony o nr tab. 213-214, 228, 229, 230-231, 232-233, 238, 239, 240, 241, 244, 245, 248, 249 i 264-265.

## Galeria

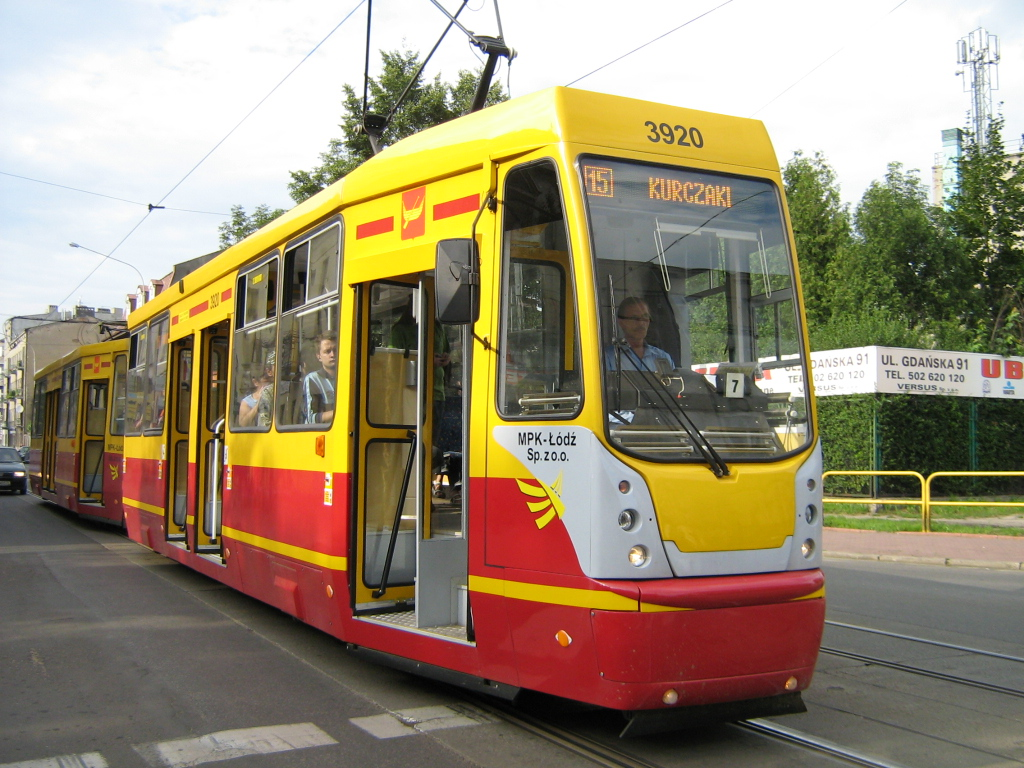
Tramwaj 805Na na ul. Gdańskiej w Łodzi
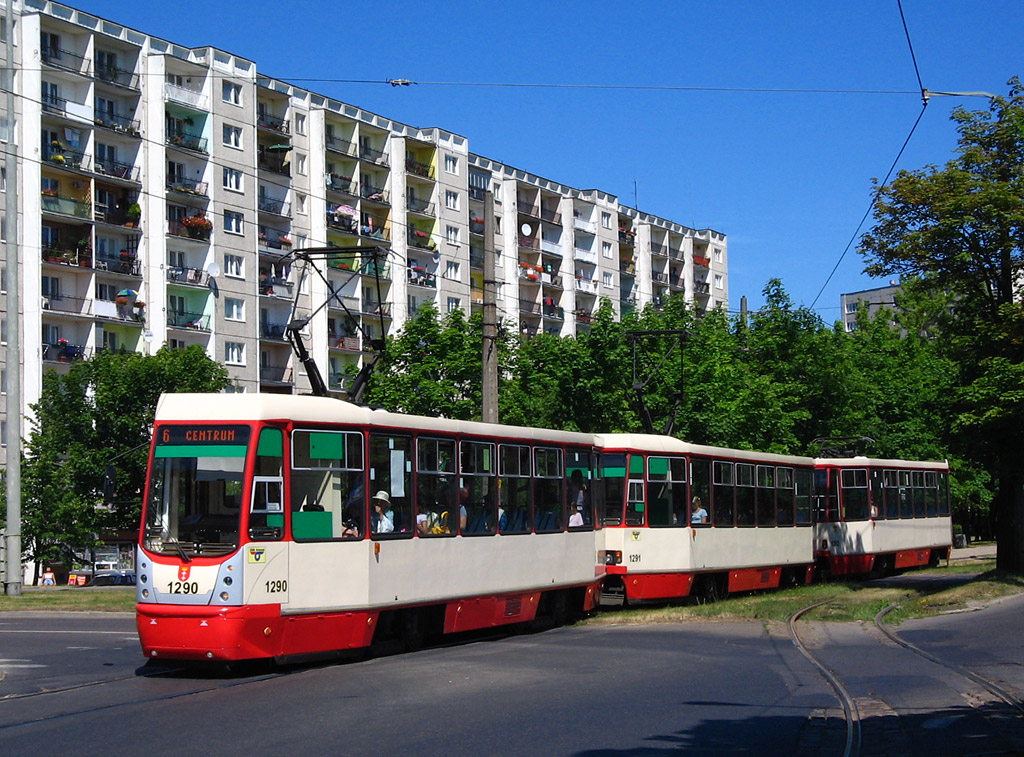
3 wagony 105Na w Gdańsku
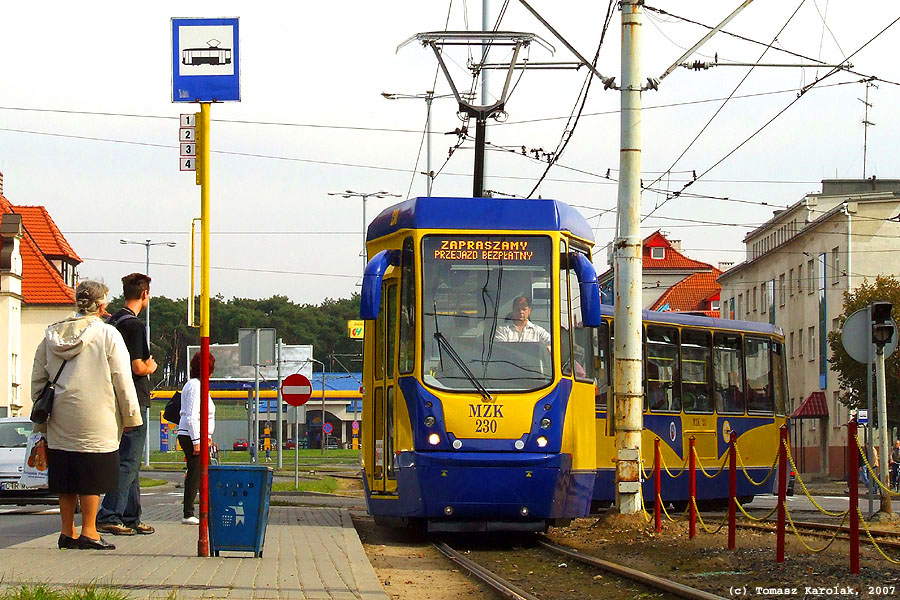
Toruński Konstal 805Na zmodernizowany w 2007 roku
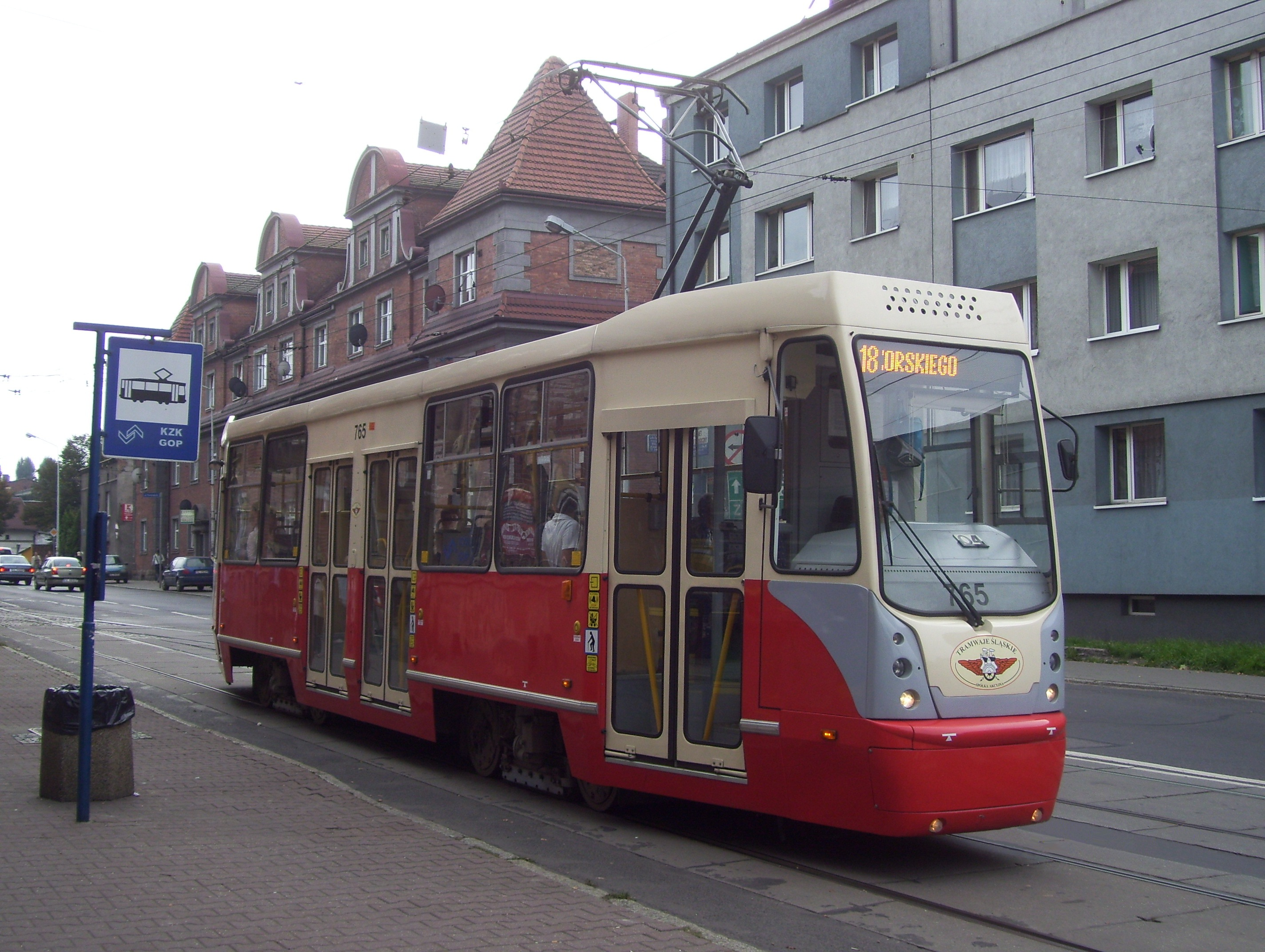
Modernizowany wagon 105Na w GOP